# Fortress Investment Group
Fortress Investment Group LLC  est un important fonds d'investissement alternatif basé à New York. Il propose des stratégies d'investissement alternatives et traditionnelles aux investisseurs institutionnels et privés. Il a été introduit en Bourse, le 9 février 2007.
La société était cotée en bourse NYSE avec le code FIG jusqu'à son rachat par SoftBank en 2017.

## Histoire
Fortress Investment Group LLC a été fondé en tant que fonds de private equity en 1998 par Wesley R. Edens, un ancien partenaire de BlackRock Financial Management, Inc.; Robert Kauffman, directeur opérationnel chez UBS; et Randal A. Nardone, également directeur opérationnel chez UBS.  Fortress se diversifia rapidement dans les activités de hedge funds, d'investissements immobiliers et d'émission de dette, activités menées par Michael Novogratz et Pete Briger, deux anciens partenaires chez Goldman Sachs.
Au 30 juin 2010, Fortress Investment Group disposait d'environ 41,7 milliards de dollars d'actifs sous gestion.
En février 2017 Fortress est racheté par SoftBank